# 堀内佳
堀内 佳（ほりうち けい、本名:同じ、10月18日 - ）は、 高知県四万十市生まれの男性シンガーソングライター。

## 概要
血液型はO型。命や人権などを主なテーマに、学校関係を中心に国内・海外と幅広く、ギター弾き語りのコンサートを続けている。
令和元年度人権擁護功労賞　法務大臣表彰(ユニバーサル社会賞)受賞。ラジオパーソナリティ歴約30年。高知県観光特使、四万十市観光大使。

## プロフィール
1歳の時、先天性網膜膠腫（目の癌）により両眼球を摘出、全盲となる。5歳の時、親元を離れ高知市の高知県立盲学校に入学。中学生になった頃からレコードなどの音だけを頼りに、独学でギターを弾き始める。高1の時、同校の同級生たちと、『エメラルド』というバンドを結成、ラジオの音楽番組などに出演。1984年、盲学校専攻科を卒業、高知県土佐市の川田整形外科医院に、鍼師として就職する（この頃よりソロ活動を開始）。
1987年7月27日、奈良県で開催された“全国わたぼうし音楽祭”において、楽曲『やじろべえ』で文部大臣奨励賞を受賞。1990年4月より RKC高知放送ラジオパーソナリティとして出演を始める。1992年4月『輝け虹色丸』をCDシングルとして発表(C/W:『しあわせ色の風景』)。同年12月6日、東京日比谷公会堂での「『国連障害者の10年』最終年記念国民会議芸術祭」に、 世界各国の障害を持つアーティスト達と共に出演。日本青年会議所主催の“TOYP (The out of young persons)（トイップ大賞）”を、前年の橋本聖子選手（スピードスケート）等に引き続き受賞。
1994年、『徳弘のおじいちゃん』をCDシングルとして発表(C/W:『校舎』 c/w:『My river』)。
1998年7月、14年間勤務した病院を退職、プロミュージシャンとして歩み始める。
2003年12月1日、渋谷Bunkamuraオーチャードホールで開催された「AAA (Act Against Aids) コンサート」に、森山良子や夏川りみらと共に出演。2004年3月17日、堀内佳が編曲・伴奏・口笛・コーラスを担当する『ハルウララの詩－ただひたすらに－』が東芝EMIから全国発売。同年4月、NPO法人全世界空手道連盟 新極真会公式応援歌「入魂」を製作発表（堀内佳のサイト内入魂のページで試聴可）。同年9月、アメリカ合衆国カリフォルニア州都のサクラメントで毎年開催される"California state fair（カリフォルニアステートフェアー）"に招待され、ゴールデンワン（メインステージ）で二日間演奏したほか、サクラメント市内の教会やイベントのステージなど、12日間の渡米中5ステージを勤める。
2005年2月17日、処女作から最新曲まで全14曲を収録したソロ初のフルアルバム「そのまま」を発売。2008年7月、経済産業省・中小企業庁から「新・がんばる商店街77選」に選出された高知市万々（まま）商店街のイメージソング「クマーマと一緒に」を製作発表。同年、プロ活動10周年記念として『にじいろ佳倶楽部』主催で、高知県内10ヶ所のコンサートツアーを開催するが、ツアー最終となるライブを目前に、9月より悪性リンパ腫（stage4）に罹り入院、約半年間の闘病を経て翌年3月、延期となっていたライブを開催。
闘病中だった2008年11月、高知県土佐市制施行50周年記念として一般公募により寄せられ選出した詩を補作・作曲した「TOSA みんなが夢と出会うまち」を土佐市のイメージソングとして発表（土佐市 : 土佐市イメージソングのページでダウンロード可）。
2009年7月17日、2ndアルバム「この指とまれ」の発売と、歌手活動復帰を記念し、高知県立美術館ホールでコンサートを開催。2009年8月27日、中華人民共和国障害者芸術団の清水寺奉納公演にゲスト出演し「清水の舞台」で団員と共演。2010年1月16日、『にじいろ佳倶楽部』の企画・製作によるアルバム、堀内佳　童謡を歌う　「ねんねこのうた」を発売。2011年5月、RKC高知放送ラジオが行った「東日本大震災復興支援プロジェクト」の一環として、ラジオを通して募集したメッセージを紡ぎ作曲した『笑顔の花』を製作発表。2011年6月、高知県知事より「高知県観光特使」に任命される。
2012年4月、初の自伝的エッセイとなる著書「もーもの歌たね　きっと明日はしあわせ色」を南の風社より出版。同年9月、著者自身による同書の朗読と、掲載歌の弾き語りを収録した同名のオーディオブックを、6枚組のCDとして発売。2012年10月、仙台市青年文化ホールにて、仙台フィルハーモニー管弦楽団のメンバー有志による「アンサンブル仙台」と共演した他、仙台市や石巻市など、東日本大震災の被災地を中心に5ヶ所でコンサートを開催。2013年2月、著書「もーもの歌たね　きっと明日はしあわせ色」が、第57回高知県出版文化賞を受賞。同年7月19日、NHK総合テレビの「ドキュメントしこく」で「そのままの君で　～シンガーソングライター堀内佳～」というサブタイトルでドキュメンタリー番組が放映され、その中で新曲「どんな君も」を発表。 同年8月、日本テレビ系列のチャリティー番組「24時間テレビ 愛は地球を救う」内の高知放送の企画で、幼くして白血病を患い10歳で永眠した少女と周囲の人たちとの関わりをテーマにした楽曲「ひまわり」を製作発表。2015年10月、収録された全ての音を自身で奏でた11曲入りの3rdアルバム「Life」を発表。
2017年、生まれ故郷である高知県四万十市の観光大使に就任。同年4月よりRKC高知放送テレビの番組にゲストコメンテーターとして出演。同年10月11日、高知県中村警察署の一日署長を務める。
2018年4月、徳島県吉野川市の四つの小学校の統廃合により新設された「高越(こうつ)小学校」の校歌を制作。同年12月14日、高知刑務所にて受刑者を対象とする音楽講演会を行う。
2019年、法務省より共生社会（ユニバーサル社会）の実現に向けて顕著な功績があるものと評価され、人権擁護功労賞　法務大臣表彰(ユニバーサル社会賞)を受賞。

## 「エメラルド」時代
- 高知県立盲学校時代、高校一年の時に、偶然同じ寮の同じ部屋になった4人で結成される。バンド構成は、堀内佳（ボーカル・リードギター）、佐伯広行（ボーカル・キーボード）、寺田正人（ボーカル・サイドギター）、森国正（ボーカル・エレクトリックベース）（2006年12月病死）。
- バンド名を「エメラルド」と命名。5月に誕生したバンドだから…という説もある。バンド活動を続ける中、その音楽性の高さに次第に注目が集まる。同年、NHKFM放送の「FMリクエストアワー」に出演する。
- 1985年頃、活動10周年を記念して15曲入りのレコード「エッセンス」を発売。限定1,000枚は完売した。
- しばらく活動を休止していたが、2003年12月に、当時年末恒例で行われていたディナーショー「堀内佳　ワローとフレンドリークリスマス」にてバンドとして演奏。
- 2010年2月6日、高知県立美術館ホールで開催された「アラカンライブ2010」に存命のメンバー3人で参加。

## 主な代表曲
- やじろべえ
- 輝け虹色丸
- 徳弘のおじいちゃん
- 校舎
- しあわせ色の風景
- My river
- そのままの君で・・・
- こがらし色の片想い
- 手紙
- いちばん近いあなたへ
- Happy Cocktail
- 回想－円行寺口駅にて－
- 2匹の犬
- 夢キラキラ
- パティオ
- ひとりぼっちの冬
- おもい
- 生きててほしいから
- 自分・生活・美しい
- 平田
- 回り舞台
- Step up 物部川
- 春の嵐
- さくら
- 実家
- この指とまれ
- 優しさの種 命の花
- クマーマと一緒に
- 入魂